# Ġebel San Pietru
Ġebel San Pietru är en kulle i republiken Malta. Den ligger i kommunen Ħal Għargħur, i den centrala delen av landet. Toppen på Ġebel San Pietru är 147 meter över havet.
Terrängen runt Ġebel San Pietru är huvudsakligen platt, men västerut är den kuperad. Den högsta punkten i närheten är Nadur, 238 meter över havet, 7,9 kilometer väster om Ġebel San Pietru.
Runt Ġebel San Pietru är det i huvudsak tätbebyggt och det finns jordbruksmark.